# Erysiphe heraclei
Erysiphe heraclei är en svampart som beskrevs av DC. 1815. Erysiphe heraclei ingår i släktet Erysiphe och familjen Erysiphaceae.  Arten är reproducerande i Sverige. Inga underarter finns listade i Catalogue of Life.

## Bildgalleri

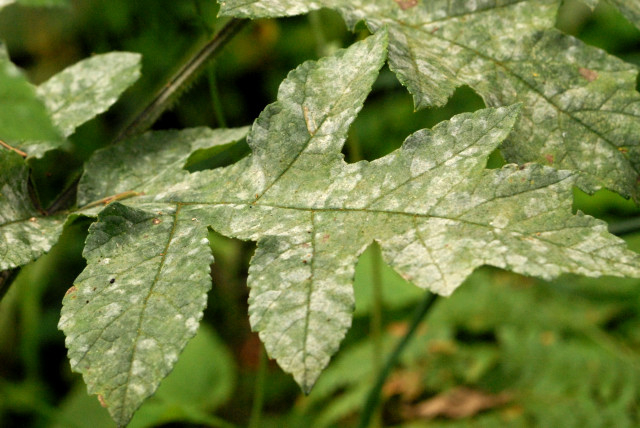
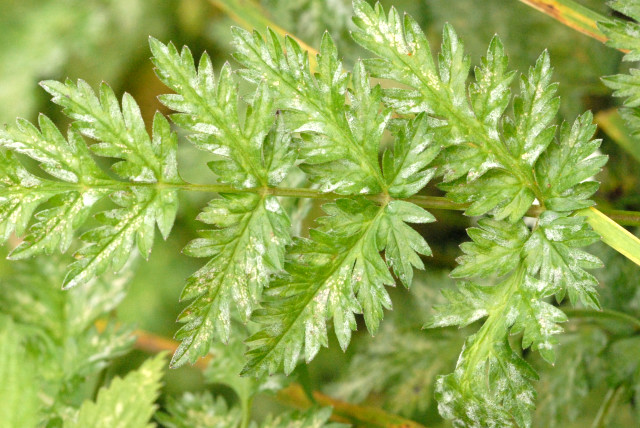